# Henrique Hilário
Henrique Hilário Meireles Alves Sampaio (* 21. říjen 1975 Porto), známý jako Henrique Hilário či Hilário, je portugalský fotbalový trenér, který působí na pozici trenéra brankářů Chelsea FC, a bývalý profesionální fotbalový brankář, který ukončil svoji kariéru v roce 2014 právě v dresu Chelsea. V roce 2010 odchytal také jedno utkání v dresu portugalské reprezentace. Mimo Portugalsko působil také v Anglii.

## Klubová kariéra
Hilário přestoupil do Chelsea v roce 2006, aby kryl záda jasné jedničce Chelsea Petrovi Čechovi. V klubové hierarchii byl třetím brankářem za Carlem Cudicinim. Když Cudicini v zimě 2008 přestoupil do konkurenčního Tottenhamu, stal se dvojkou za Petrem Čechem.

## Reprezentační kariéra
Na podzim 2009 byl poprvé povolán do portugalské reprezentace. Odehrál za portugalské A-mužstvo pouze jediný přátelský zápas 3. března 2010 proti Číně (výhra 2:0).